# Bublava
Bublava (německy Schwaderbach) je obec v okrese Sokolov v Karlovarském kraji. Leží v těsné blízkosti česko-německé státní hranice. Žije zde 406 obyvatel.

## Historie
První písemná zmínka o obci pochází z roku 1601. Vznik souvisí s dolováním rud železa, olova, cínu a mědi v oblasti. Horníci, převážně z Durynska a Harzu, se zde začali usazovat již ke konci 16. století. Ves Bublava spadala pod Kraslice. Kraslické panství drželi až do roku 1666 Šumburkové, kdy je prodali Janu Hartwigovi z Nostic.
Během Sudetské krize v roce 1938 zde 13. září 1938 napadli četnickou stanici Ordneři. Při neúspěšném pokusu o osvobození četnické stanice byli zabiti vrchní strážmistr František Novák a strážmistr Josef Brčák a následně řidič strážmistr Josef Falber, který přijížděl odvézt ženy a děti. Po uzavření Mnichovské dohody byla obec přičleněna k nacistickému Německu.
Po roce 1945 došlo k nucenému vysídlení německého obyvatelstva. V roce 1947 byla obec přejmenována na Bublava (do roku 1947 se obec jmenovala Schwaderbach). Vzhledem ke své poloze v blízkosti státní hranice se obec ocitla v roce 1950 v nově zřízeném hraničním pásmu. Podstatná část zástavby obce byla zbořena, zejména v horní části. Samostatnou obcí se stala Bublava 24. listopadu 1990.
Obec se smutně proslavila na přelomu 21. století, kdy byl za finanční účasti státu rozestavěn velkorysý akvapark, který zůstal z několika důvodů nedokončen. Torzo celého areálu tak již několik let hyzdí obec.

## Přírodní poměry
Bublava leží v Krušných horách a je to typická krušnohorská obec. Téměř ze všech stran je obklopena horami, z nichž nejvyšší je severně od obce ležící Kamenáč (932 metrů). Jihozápadně od obce leží Olověný vrch (774 metrů), západně na česko-saské hranici vrch Rakušák (768 metrů), jihozápadně vrch Vršina (752 metrů). Okolní vrchy jsou budovány metamorfovanými horninami s převahou fylitu, místy prostupujícím kvarcitickým fylitem až kvarcitem. Obcí protéká Bublavský potok. Na nepojmenovaném potoce, přítoku Stříbrného potoka, se těsně za východním okrajem katastru nachází vodní kaskáda, tzv. Bublavské vodopády.

## Obyvatelstvo
Obyvatelé Bublavy až do vyčerpání zásob rud pracovali převážně v hornických profesích. Po útlumu dolování se živili pastevectvím, povoznictvím, domácí textilní výrobou a výrobou hraček. K výraznému nárůstu počtu obyvatel docházelo od druhé polovině 19. století. Kolem roku 1850 žilo v Bublavě přibližně 2 150 obyvatel, v roce 1930 již více než 4 000 obyvatel v 718 domech.
Při sčítání lidu v roce 1921 zde žilo 3 695 obyvatel, z nichž bylo pět Čechoslováků, 3 638 Němců a 52 cizinců. K římskokatolické církvi se hlásilo 3 653 obyvatel, k evangelické církvi 42 obyvatel.
V roce 1786 je v Bublavě zmiňována škola. Neměla však dosud školní budovu, jednalo se o vandrovní školu, učilo se po domech. Teprve v roce 1825 přidělila obec jednu vlastní místnost v horní část Bublavy, později druhou v dolní části Bublavy. Stavba samostatné školní budovy byla zahájena v roce 1878 a dokončena v červenci 1879. Škola byla trojtřídní, od října 1879 čtyřtřídní, v roce 1885 již pětitřídní. Na počátku školního roku 1892–1893 navštěvovalo školu 673 žáků. Později byla škola rozšířena a od školního roku 1904–1905 měla pět chlapeckých a pět dívčích tříd. Od roku 1953 do roku 1961 měla škola první až pátý ročník základní devítileté školy.
| Rok            | 1869  | 1880  | 1890  | 1900  | 1910  | 1921  | 1930  | 1950 | 1961 | 1970 | 1980 | 1991 | 2001 | 2011 | 2021 |
| -------------- | ----- | ----- | ----- | ----- | ----- | ----- | ----- | ---- | ---- | ---- | ---- | ---- | ---- | ---- | ---- |
| Počet obyvatel | 2 410 | 2 692 | 3 194 | 3 447 | 3 914 | 3 695 | 4 106 | 675  | 668  | 533  | 363  | 260  | 336  | 344  | 362  |
| Počet domů     | 208   | 279   | 339   | 386   | 496   | 544   | 718   | 651  | 204  | 166  | 127  | 158  | 190  | 205  | 227  |

## Obecní správa

### Obecní symboly
Znak a vlajka byly obci uděleny rozhodnutím předsedy Poslanecké sněmovny Parlamentu České republiky dne 31. května 2005.

## Pamětihodnosti
- Kostel Nanebevzetí Panny Marie
- pomník obětem fašismu
- kaplička

## Ostatní
Nad obcí v nadmořské výšce 802 metrů na vrcholu Olověný vrch (německy Bleiberg) je dřevěná rozhledna s restaurací. Pod vrcholem je lyžařský areál s několika vleky a sjezdové tratě různé obtížnosti. V okolí obce je i možnost běžeckého lyžování a v létě cykloturistiky. Bublava je s německým Klingenthalem spojena hraničním přechodem pro vozidla do 3,5 t.

## Fotogalerie

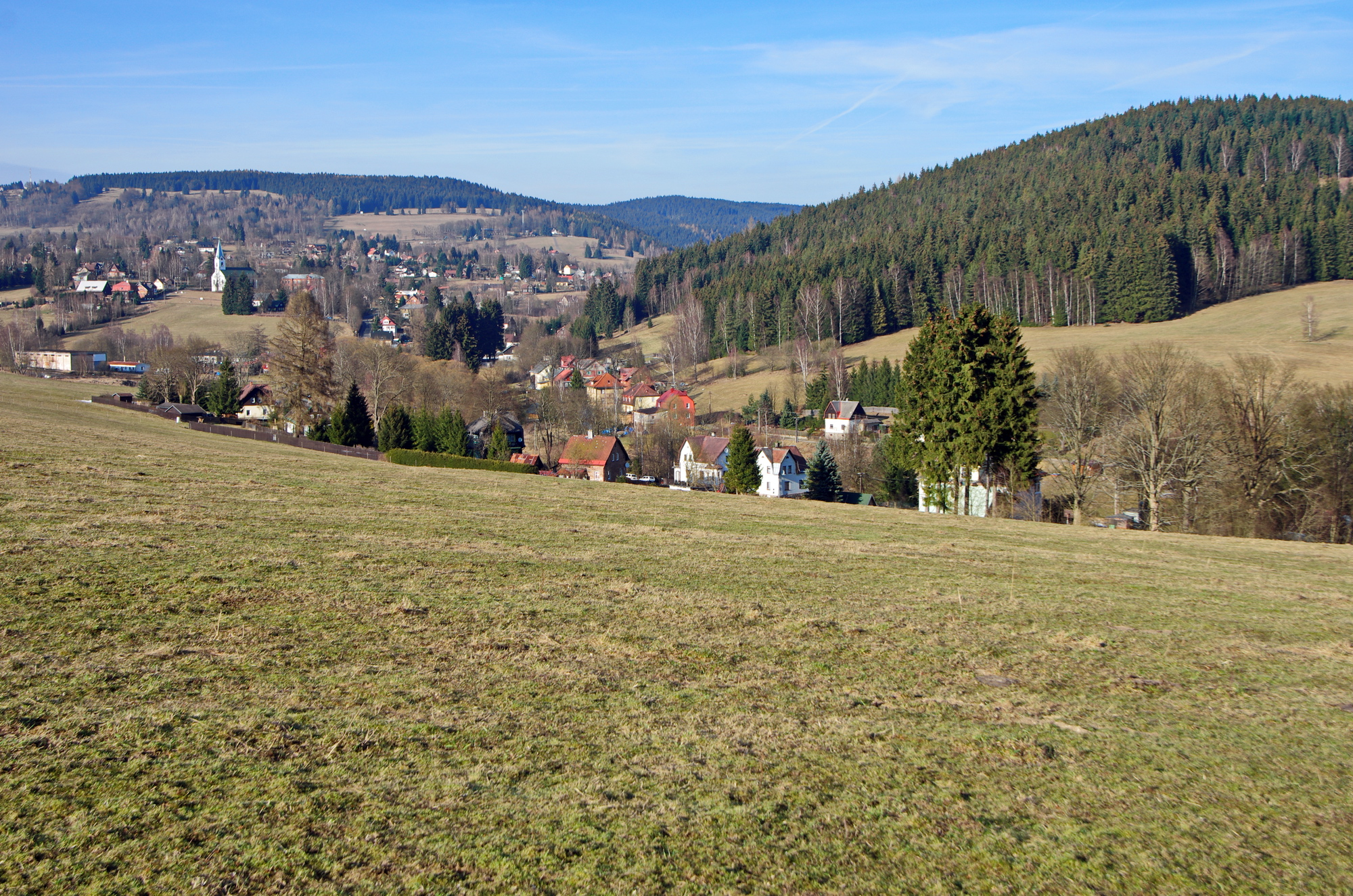
Celkový pohled od jihu
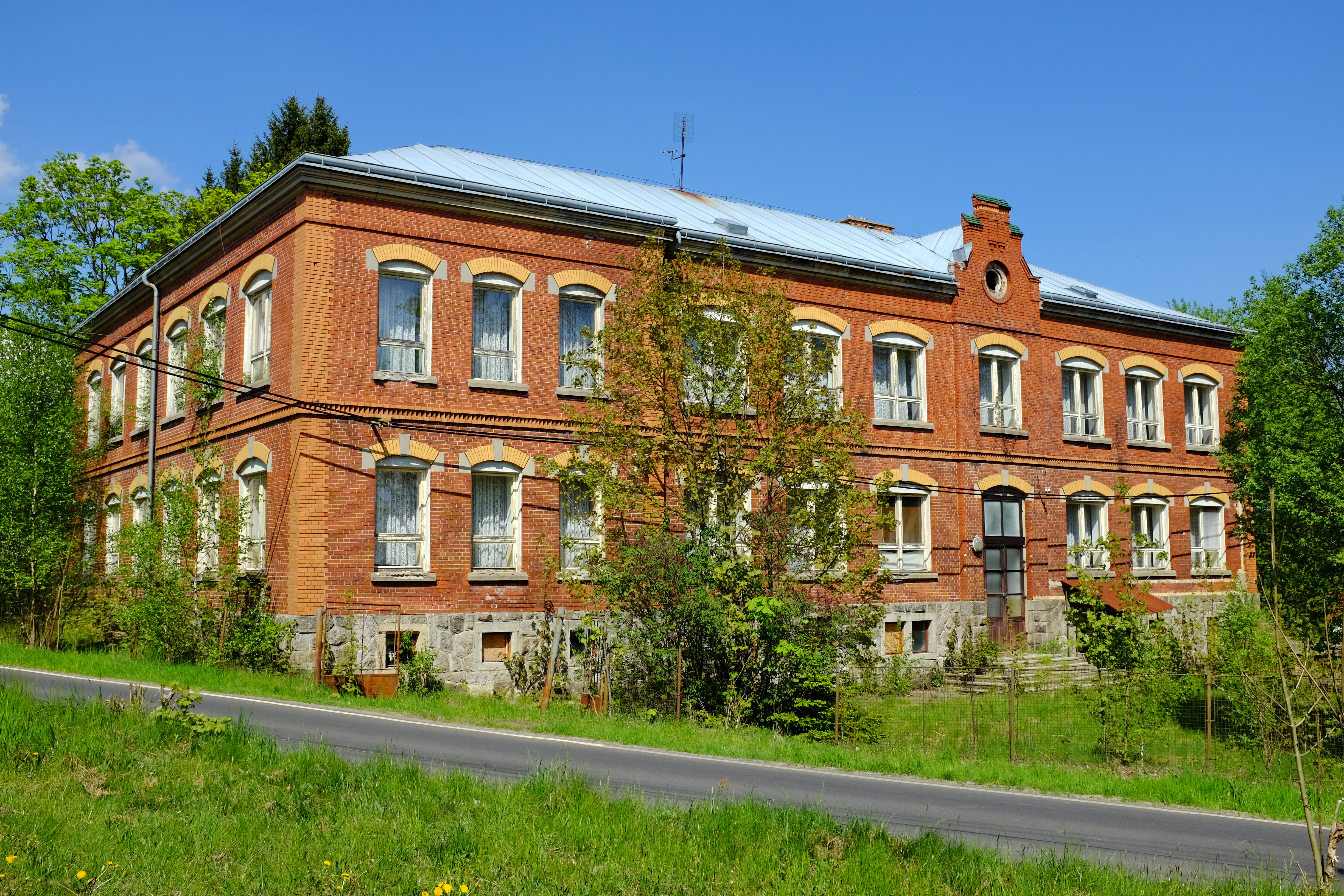
Bývalá škola
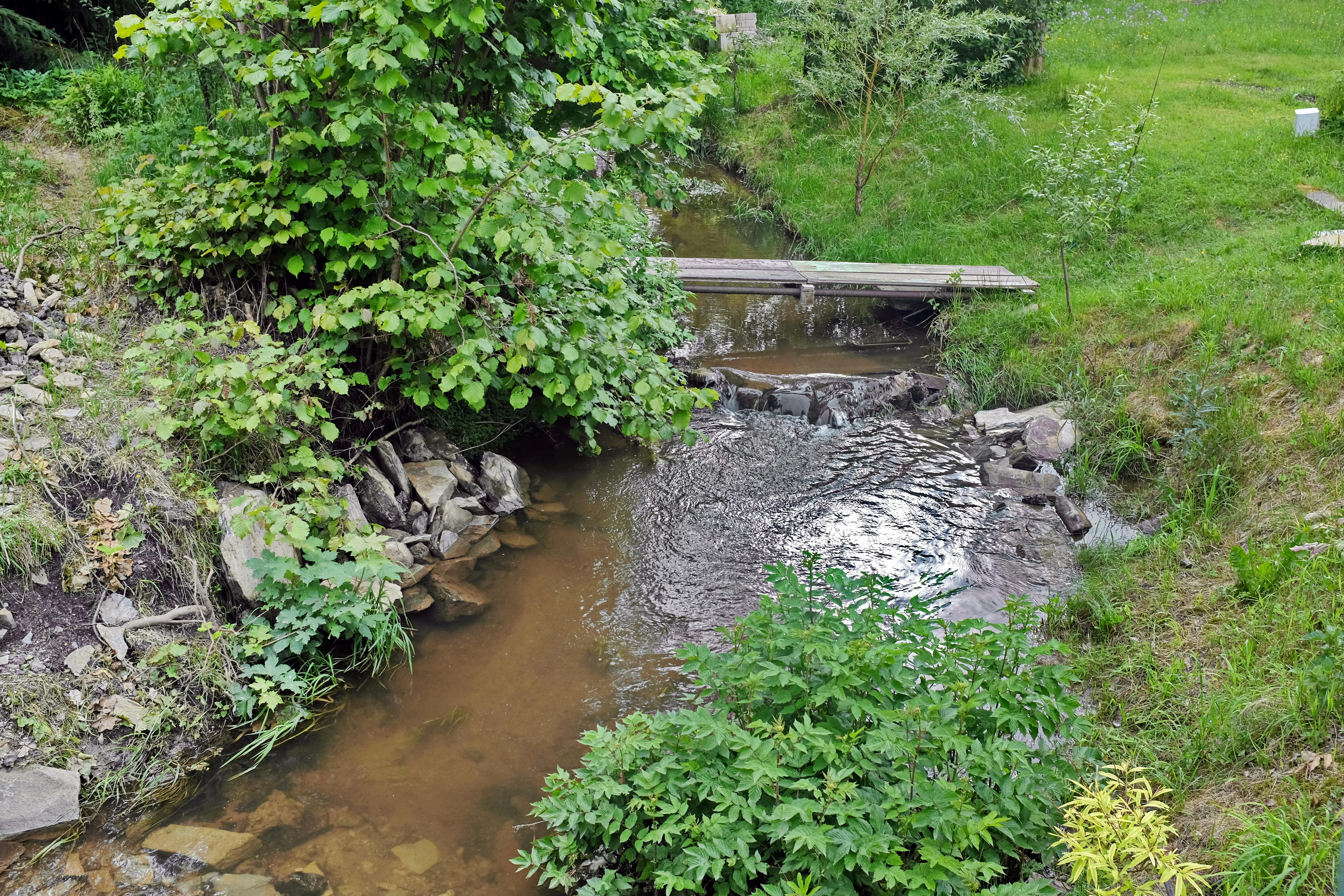
Bublavský potok
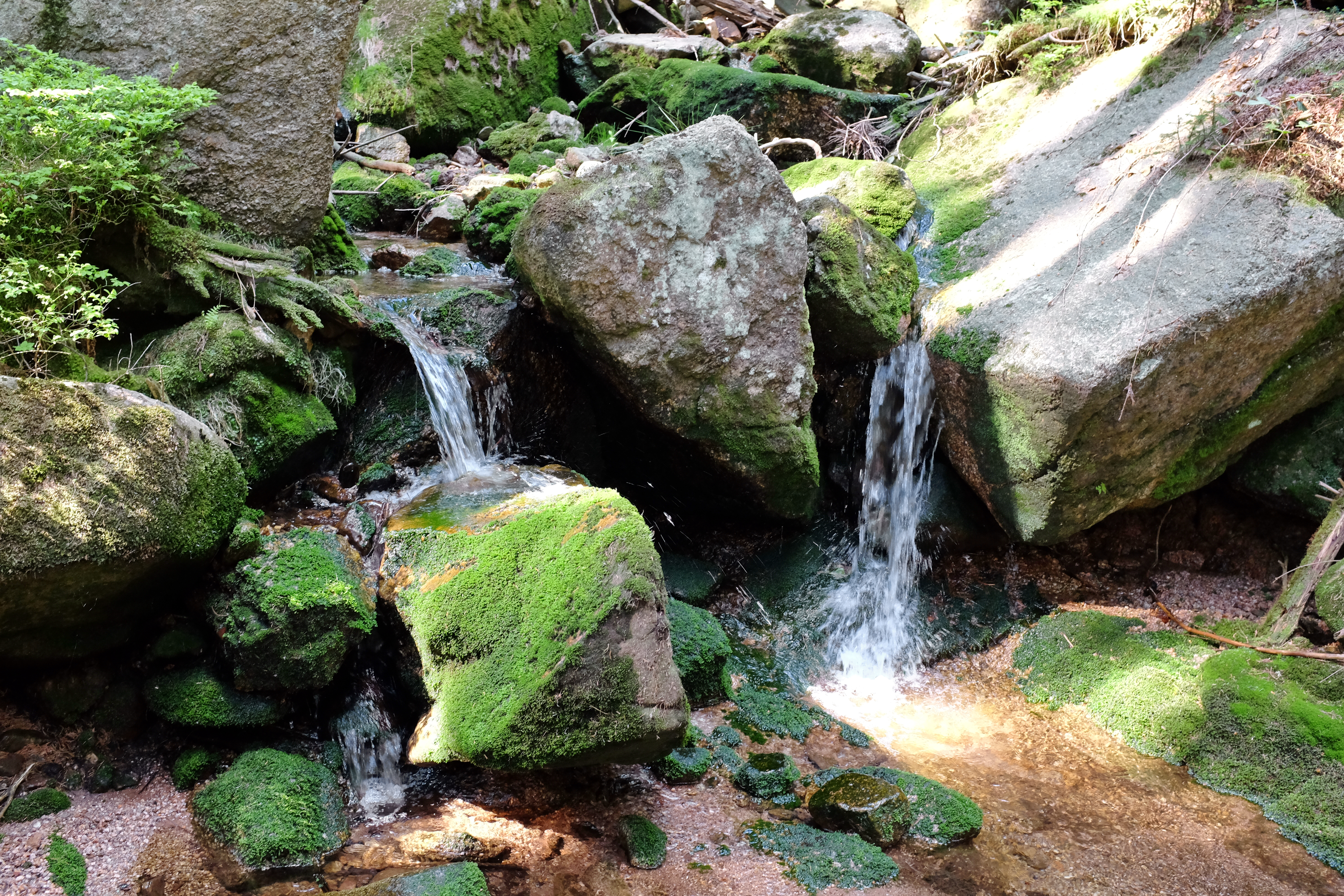
Bublavské kaskády
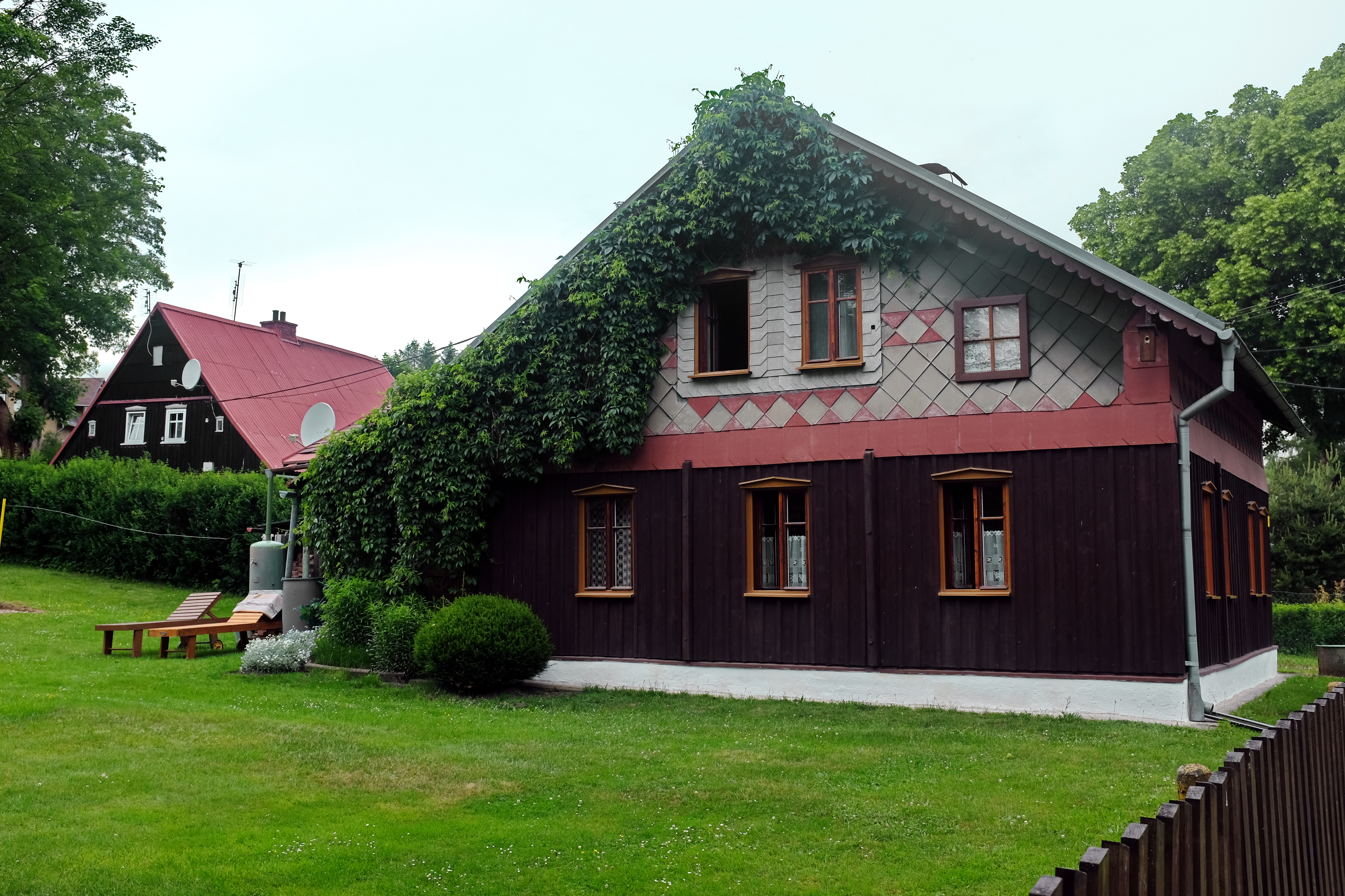
Chalupy na okraji obce
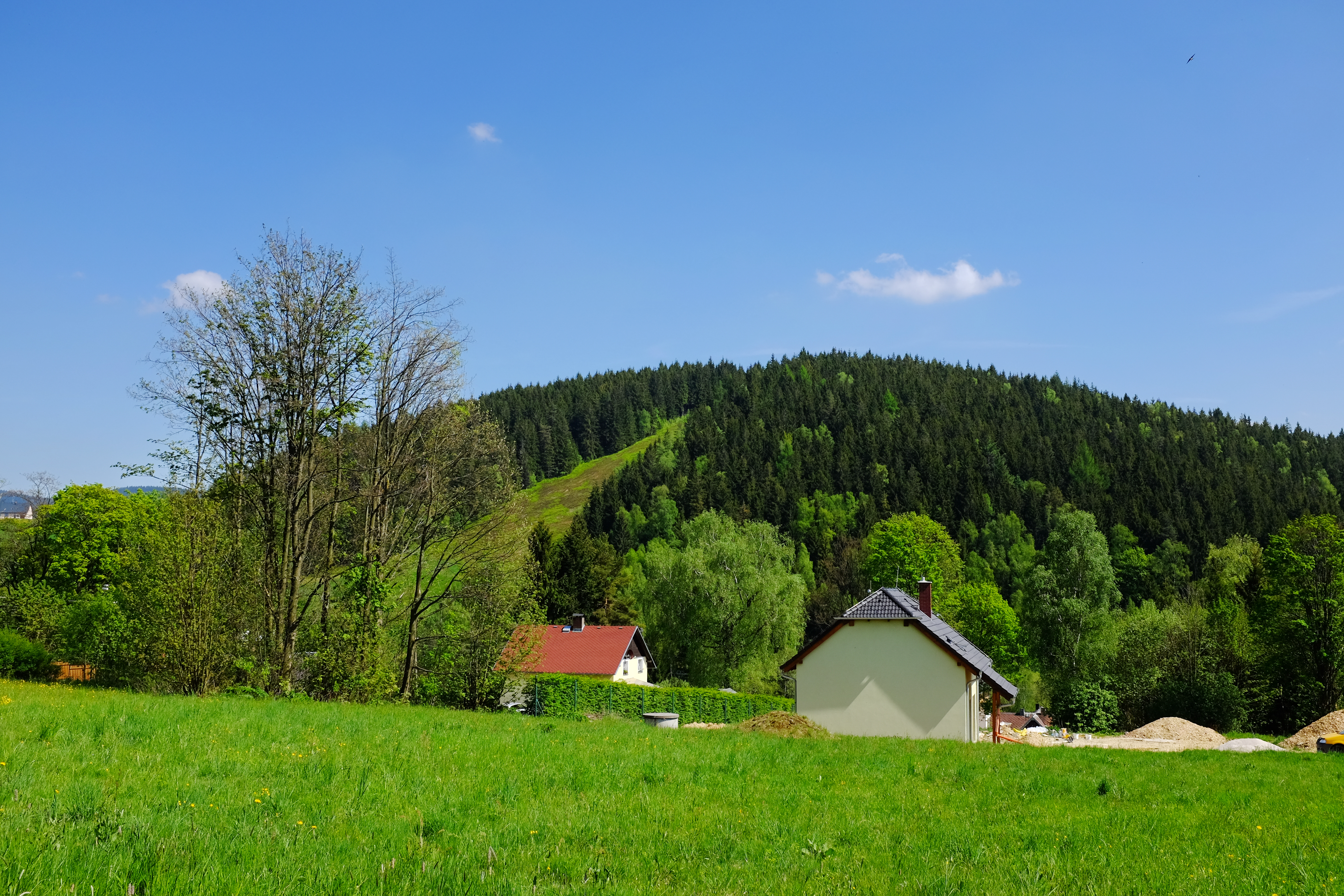
Olověný vrch
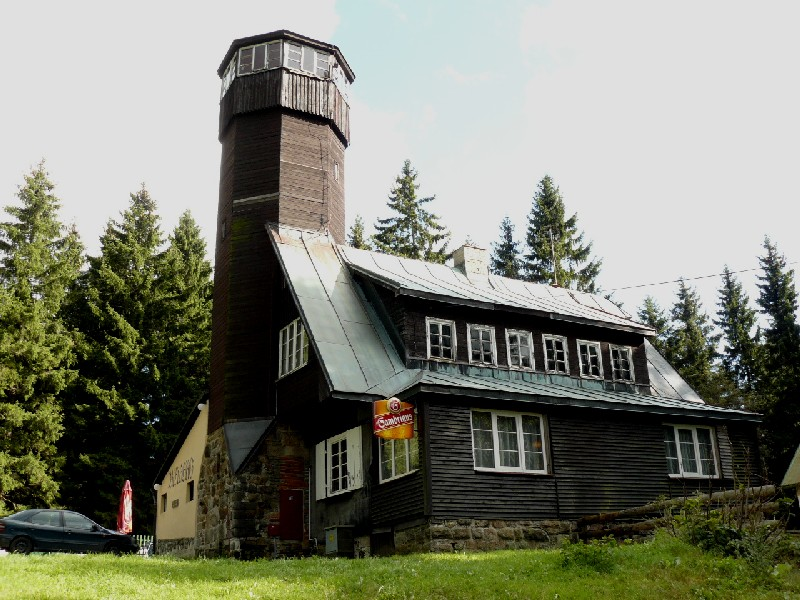
Olověný vrch - rozhledna